# The Lord of the Rings (films)

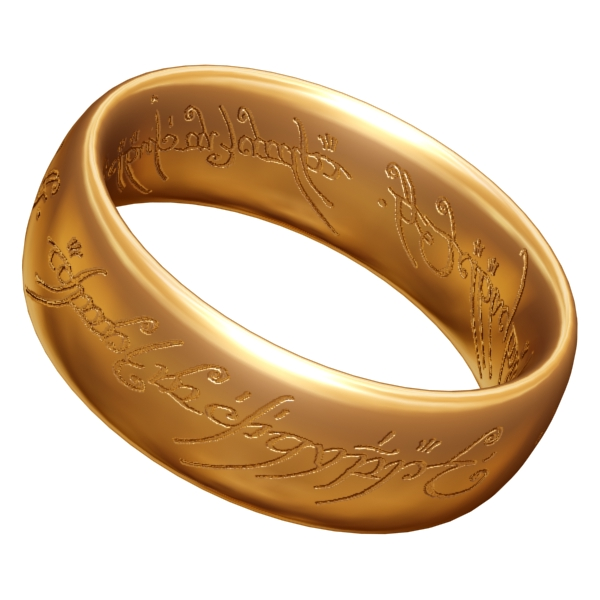
De Ene Ring speelt een belangrijke rol in The Lord of the Rings

De titel The Lord of the Rings  (In de Ban van de Ring in het Nederlands) is gebruikt voor de verfilmingen van de gelijknamige literaire trilogie van J.R.R. Tolkien.

## Ralph Bakshi, 1978
De eerste verfilming van In de Ban van de Ring werd in 1977 gemaakt door Ralph Bakshi. Deze film was een mengeling van een tekenfilm met bewerkte gefilmde beelden ingevoegd. Hij was het eerste van twee delen en zou oorspronkelijk The Lord of the Rings, Part I heten. De filmmaatschappij United Artists liet echter het Part I weg en als gevolg daarvan kreeg de film veel kritiek, omdat de titel de inhoud nu niet dekte. De film was desondanks een succes, maar United Artists reageerde alleen op de kritiek en stond Bakshi niet toe het verhaal af te maken met Part II. In plaats daarvan werd in 1980 door Rankin/Bass de tv-film The Return of the King min of meer als het vervolg gemaakt. In tegenstelling tot deel 1 was dit echter een pure tekenfilm.

## Peter Jackson, 2001-2003
De tweede verfilming, geregisseerd door Peter Jackson, is een trilogie:
- 2001: The Lord of the Rings: The Fellowship of the Ring
- 2002: The Lord of the Rings: The Two Towers
- 2003: The Lord of the Rings: The Return of the King

Deze films trokken ieder jaar rond de kerst volle zalen. Het derde deel won in 2004 het recordaantal van elf Oscars. De eerste twee delen wonnen respectievelijk vier en twee Oscars.
Iedere regisseur zei dat het onmogelijk was om dit epische verhaal te verfilmen. Peter Jackson bleef echter doorbijten en kwam bij een eerste filmmaatschappij die een budget gaf om de boeken te verfilmen. Deze wilde echter maar 2 films maken in plaats van 3. Peter Jackson schreef zijn scenario's, maar het werd duidelijk dat het benodigde budget de mogelijkheden van de studio zou overstijgen. Tijdens een vergadering met de toenmalige studio Miramax, gaf de CEO van deze aan maar 1 film te willen financieren. Jackson weigerde om maar 1 film te maken omdat hij vond dat hij het verhaal niet in 1 film kon vertellen. Daarom ging Jackson op zoek naar een nieuwe studio. Uiteindelijk kwam hij bij New Line Cinema terecht die het project accepteerde, maar verzocht om het uit te breiden naar een trilogie.

### Rolbezetting
| Personage                                                             | Acteur                        |
| --------------------------------------------------------------------- | ----------------------------- |
| Frodo Baggins                                                         | Elijah Wood                   |
| Bilbo Baggins                                                         | Ian Holm                      |
| Sam Gamgee                                                            | Sean Astin                    |
| Meriadoc Brandybuck                                                   | Dominic Monaghan              |
| Peregrin Took                                                         | Billy Boyd                    |
| Aragorn                                                               | Viggo Mortensen               |
| Legolas Greenleaf                                                     | Orlando Bloom                 |
| Haldir                                                                | Craig Parker                  |
| Gimli en Treebeard                                                    | John Rhys-Davies              |
| Gandalf                                                               | Ian McKellen                  |
| Arwen                                                                 | Liv Tyler                     |
| Boromir                                                               | Sean Bean                     |
| Faramir                                                               | David Wenham                  |
| Elrond                                                                | Hugo Weaving                  |
| Celeborn                                                              | Marton Csokas                 |
| Galadriel                                                             | Cate Blanchett                |
| Tovenaar-koning van Angmar (stem) en Sméagol/Gollem                   | Andy Serkis                   |
| Sharku                                                                | Jed Brophy                    |
| Saruman                                                               | Christopher Lee               |
| Éowyn                                                                 | Miranda Otto                  |
| Théoden                                                               | Bernard Hill                  |
| Gamling                                                               | Bruce Hopkins                 |
| Éomer                                                                 | Karl Urban                    |
| Gríma Wormtongue                                                      | Brad Dourif                   |
| Denethor II                                                           | John Noble                    |
| Mond van Sauron                                                       | Bruce Spence                  |
| Tovenaar-koning van Angmar (The Fellowship of the Ring)               | Shane Rangi en Brent McIntyre |
| Tovenaar-koning van Angmar (The Return of the King), Gothmog en Lurtz | Lawrence Makoare              |
| King of the Dead                                                      | Paul Norell                   |
| Madril                                                                | John Bach                     |
| Guritz                                                                | Joel Tolbeck                  |

### Prijzen
De films wonnen vele prijzen waaronder 17 Oscars. Op IMDb's top 250 van beste films aller tijden staat de trilogie eind 2016 respectievelijk op de 11e, 15e en 8e plek.

## The Hobbit
Er is één boek, maar er zijn drie films van de Hobbit. Regisseur Peter Jackson, die de trilogie over de strijd om Midden-aarde maakte, zou voor deze nieuwe films als executive producer optreden, maar is alsnog de regisseur geworden. De films zijn gebaseerd op het boek De Hobbit van J.R.R. Tolkien. De eerste film, The Hobbit: An Unexpected Journey, verscheen in december 2012.
De drie films, die zich afspelen voor het verhaal van de The Lord of the Rings, zijn uitgekomen in 2012, 2013 en 2014. Aangezien Peter Jackson geen tijd had om deze films te regisseren trad hij alleen als eindverantwoordelijke producent op. Guillermo del Toro zou in eerste instantie de regie voor zijn rekening nemen, maar in 2010 werd bekend dat Peter Jackson naast producer ook regisseur zal zijn.
De Hobbit gaat over de wonderlijke wereld van tovenaars, Dwergen, Elfen en Hobbits. Hobbit Bilbo Balings, die ook in de The Lord of the Rings-films is te zien, zal hierin een centrale rol spelen. Voor de jonge Bilbo is Martin Freeman uitgekozen. De rol van de oudere Bilbo zal weer gespeeld worden door Ian Holm en die van tovenaar Gandalf weer door Ian McKellen. Ook speelt Hugo Weaving Elrond en Christopher Lee speelt wederom de rol van Saruman, wiens verraad nog niet uitgekomen is. Verder is Orlando Bloom weer Legolas en Frodo Balings wordt gespeeld door Elijah Wood. Gollem komt ook terug en wordt weer vertolkt door Andy Serkis. Veel acteurs van The Lord of the Rings keren dus terug voor The Hobbit.

## Alternatieve Lord of the Rings-films
Op 3 mei 2009 werd de eerste fanfilm van The Lord of the Rings uitgebracht onder de titel The Hunt for Gollum. Deze 40 minuten durende film is geregisseerd door Chris Bouchard. De film had een budget van 3000 pond. Het verhaal speelt zich 17 jaar na de 111e verjaardag van Bilbo Balings af. Het oorspronkelijke verhaal is ook daadwerkelijk door Tolkien bedacht. In 2009 werd ook de film Born of Hope uitgebracht. Deze gaat over de jeugd van Aragorn, en de verandering van Gollem.

## Bioscoop animatiefilms
- The Lord of the Rings (1978)
- The Lord of the Rings: The War of the Rohirrim (2024)

## Videospellen
Naast de films die gemaakt zijn, zijn er ook verschillende videospellen uitgebracht door EA. Deze zijn op verschillende platforms te gebruiken. De bedoeling van het spel is meestal om met verschillende personages, dezelfde route af te leggen die de personages uit de gelijknamige films, ook afleggen. Ook bestaan er strategiegames, waarbij de speler de bevelhebber is van een leger van een bepaald ras uit Midden-aarde (goed of slecht). De meeste games zijn daarom ook voor personen van 12 jaar en ouder en bevatten geweld. In de meeste spellen komen ook stukjes uit de films en/of de boeken terug, wat maar in weinig andere spellen zo is.

## Varia
- Het keramiekwerk in de films werd vervaardigd door Mirek Smíšek.